# Battaglia di Ragogna
La battaglia di Ragogna fu uno scontro verificatosi nella prima guerra mondiale tra il Regio Esercito italiano da una parte e l'Imperial regio Esercito austro-ungarico e il Deutsches Heer dall'altra in seguito alla battaglia di Caporetto.

L'episodio rappresenta l'ultimo atto di difesa del Tagliamento da parte degli italiani che, sebbene senza riuscire nel loro scopo, rallentarono di qualche giorno l'offensiva nemica, dando così tempo ad altri reparti di ritirarsi verso il fiume Piave.

## Premesse
Lo sfondamento delle truppe austro-tedesche a Caporetto il 24 ottobre 1917 costrinse gli italiani a ritirarsi sul fiume Tagliamento, designato da Luigi Cadorna, comandante supremo del Regio Esercito, come linea difensiva.
Il 26 ottobre il generale Antonino Di Giorgio si vide incaricato di disporre la 20ª e 33ª Divisione tra Trasaghis e Dignano per mantenere il collegamento strategico tra il XII Corpo d'armata della Carnia e la 2ª Armata, ma soprattutto per coprire l'eventuale ritirata (che verrà decisa il giorno dopo) dei soldati schierati sulla linea monte Kuk - monte Vodice - Sella di Dol - monte Santo - Salcano, poco più a est del Tagliamento. Arrivato a Pinzano al Tagliamento il 27 ottobre, il generale posizionò la 20ª Divisione tra Trasaghis e Cornino, e la 33ª tra Cornino e Dignano, dove è anche situato il monte Ragogna (alto solo 513 m).

Presto le divisioni di fanteria austro-ungariche 22ª Schützen, 50ª e 55ª ruppero le difese impostate ad est del Tagliamento e puntarono verso il ponte di Cornino, mentre l'Alpenkorps procedette per il ponte di Bonzicco (una frazione di Dignano). Nel frattempo la 2ª Armata italiana (dalla quale dipendevano il 2º Gruppo volo ed il 6º Gruppo caccia) venne divisa in tre settori, e a quello di sinistra (nord) comandato dal generale Donato Etna venne ordinato di impostare una testa di ponte presso Ragogna. Alla 33ª Divisione di Di Giorgio si aggiunse così il 29 ottobre la brigata Bologna (agli ordini del colonnello Carlo Rocca) e quattro battaglioni della brigata Barletta, che immediatamente iniziarono i lavori per creare opere difensive, anche se mancavano del tutto i collegamenti telefonici; vennero inoltre fatti arrivare una trentina di cannoni che andarono a posizionarsi sulla riva destra del Tagliamento, mentre altri 30 circa presero posizione vicino a Forgaria nel Friuli, anche se le munizioni disponibili erano molto ridotte.

## Storia

### La battaglia di Ragogna
Il 30 ottobre 1917 fu il giorno della svolta: la 12ª Divisione di fanteria slesiana, una volta conquistata definitivamente San Daniele del Friuli, svoltò in direzione dei ponti di Pinzano al Tagliamento e Cornino, ma venne fermata nei pressi del monte Ragogna. L'Alpenkorps intanto, veduto distrutto dai genieri italiani il ponte di Bonzicco, arrestò la sua avanzata, mentre gli austro-ungarici, a Cornino (difesa dagli uomini delle brigate Genova,  Siracusa, Lombardia,  da due battaglioni della Lario  e da pochi pezzi di artiglieria), il cui ponte era stato fatto saltare come quello di Bonzicco, diressero per Ragogna.

La mattina del 31 ottobre queste forze, in aggiunta alla 12ª slesiana, oltrepassarono dopo lunghi combattimenti la frazione ragognese di Muris, peraltro persa quasi subito a seguito di un contrattacco italiano.
Il 31 ottobre entrò in azione alle ore 6:00 l'artiglieria austro-tedesca, intesa come fase preliminare per l'attacco delle fanterie, che si verificò tre ore dopo riscontrando inizialmente pochi successi, che tramutarono poi, a causa della superiorità numerica, in isolati successi: gli italiani si ritirarono nella frazione San Pietro e un reggimento della 12ª slesiana riuscì a raggiungere il ponte di Pinzano al Tagliamento, ma dovette ritirarsi perché attaccato alle spalle dalle mitragliatrici del Regio Esercito appostate sul monte Ragogna.

Nelle prime ore del 1º novembre i soldati di Cornino si ritirarono sulla riva destra del Tagliamento per permettere ai genieri di demolire il ponte, ma la scarsa qualità dell'esplosivo permise solamente di danneggiare l'arcata occidentale. Al monte di Ragogna la situazione per la brigata Bologna divenne sempre più critica, ed il generale Carlo Sanna, comandante della 33ª Divisione nonché responsabile della distruzione del ponte di Pinzano al Tagliamento, viste le truppe austro-tedesche che si avvicinavano sempre di più, supportate per giunta dall'artiglieria che avrebbe potuto interrompere i fili elettrici delle cariche, attorno alle 11:00 diede l'ordine di far saltare il grande ponte, impedendone l'attraversamento sia agli italiani che agli austro-tedeschi.
I soldati italiani rimasti intrappolati sulla riva sinistra del Tagliamento comunque non si arresero fino a sera, poi i superstiti (3 000 soldati e 50 ufficiali) esaurite le munizioni e dopo aver combattuto all'arma bianca, per la bella prova dimostrata sul campo ricevettero l'onore delle armi dai tedeschi. In giornata era stata anche seriamente danneggiata dai genieri italiani la passerella di Pontaiba (frazione di Pinzano al Tagliamento), che risultò quindi impraticabile ai soldati di Otto von Below. La tenuta della posizione fondamentale di Ragogna, già organizzata molto tempo prima del conflitto per essere mantenuta a tempo indeterminato, permise al Regio Esercito di garantire il fianco sinistro delle unità operanti in pianura e di attuare con maggiore sicurezza il ripiegamento sulle linee predisposte del Piave.

### La presa del ponte di Cornino
Terminati gli scontri a Ragogna, i soldati austriaci convergettero per Cornino, dove il ponte ancora era rimasto in piedi. Sfruttando la debolezza delle brigate italiane, essi conquistarono le posizioni della Lombardia sulla riva destra del Tagliamento il 2 novembre, e respinsero i contrattacchi delle brigate Lario e Barletta susseguitesi fino al giorno dopo.
Non più difese ad est della loro posizione, la 36ª e 63ª Divisione italiana, in ritirata dalle Prealpi Carniche, vennero completamente accerchiate.

## Dopo la battaglia
Terminata la battaglia le artiglierie italiane proseguirono a colpire la riva sinistra del Tagliamento, causando tra l'altro la morte di 37 prigionieri italiani alloggiati in una casa colpita da un proiettile. Ai superstiti della Bologna (tra cui vi era il colonnello Rocca) venne concesso l'onore delle armi, e del loro valore si parlò anche nei bollettini di guerra tedeschi.
Cadorna, non appena venne a sapere della caduta di Cornino, ordinò all'intero esercito di ripiegare sul fiume Piave, sul quale da tempo era stata organizzata una linea difensiva che si basava sulle posizioni forti del monte Grappa e sui campi trincerati di Treviso.